# Ölandsbron
Ölandsbron ali Ölandski most je cestni most na Švedskem, ki se razteza čez Kalmarski preliv med Jutnabbenom v Kalmarju na celini in Möllstorpom v župniji Algutsrum blizu Färjestadena na Ölandu v Baltskem morju.

## Podatki
Gre za 6072 metrov dolg most s svetlo širino 13 metrov. Največja višina je 41,69 metra, najmanjša višina pa 6,65 metra. Most je zgrajen iz armiranega betona v 155 razponih, vključno z visokim delom mostu v 6 razponih po 130 metrov, in ima na zahodnem koncu značilno grbo, ki je bila ustvarjena za zagotavljanje navpičnega prostora 36 metrov za ladijski promet. Most je razdeljen na tri dele. Nizki zahodni del je dolg 810 m in ima 23 razponov. Na vzhodu se mu pridružuje visoki most, ki je dolg 910 m in ima osem razponov iz prednapetega betona, od katerih ima šest srednjih razpon po 130 m. Najdaljši del je vzhodni del, obrnjen proti Ölandu, z dolžino 4.361 m in 124 razponi. Nizki razponi s 147 razponi so izdelani iz armiranega betona in imajo medosno razdaljo med stebri 35,12 m. Uporabljenih je bilo 7000 ton armature in 105.000 kubičnih metrov betona.
Ölandski most je eden najdaljših v vsej Evropi (najdaljši do dokončanja mostu Vasco da Gama leta 1998) in trenutno najdaljši most na Švedskem, če primerjamo le dele mostu, ki so na švedskem ozemlju (most Öresund, ki je daljši, je delno zgrajen na danskem ozemlju).
Nekoliko južno od zahodnega konca mostu je majhen lesen most za pešce in kolesarje, dolg približno 150 metrov, ki povezuje otok Svinö s celino in po obliki spominja na Ölandski most. Ta replika je jasno vidna vsakomur, ki prečka Öland čez glavni most. Cesta, ki prečka most, je okrožna cesta 137, ki se povezuje z avtocesto E22 na celini in okrožno cesto 136 na Ölandu.

## Zgodovina in gradnja
Načrt za stalno povezavo med Ölandom in švedsko celino je obstajal že dolgo in je privedel do številnih pobud v švedskem parlamentu in preiskav. Že leta 1932 so bili podani prvi konkretni predlogi za trajno mostno povezavo med Ölandom in celino. Prvi konkreten predlog je bil predstavljen leta 1932, v 1950-ih pa se je pojavilo vprašanje mostu Öland. Šele 18. novembra 1966 je bila gradnja velikega mostu formalizirana z vladnim odlokom. Parlamentarni politik Fritz Börjesson je bil močna gonilna sila za stalno povezavo med Kalmarjem in Ölandom. Drug zagovornik je bil Uno Danielson, gozdar na Ölandu.
18. novembra 1966 je švedska vlada sprejela načrt za gradnjo večjih mostov, med katerimi je bil tudi most Öland. Prvo lopato je na strani Smålanda 30. decembra 1967 položil takratni minister za komunikacije Svante Lundkvist. Na strani Ölanda je prvo lopato 4. januarja 1968 položil poslanec Fritz Börjesson.
Odločitev o gradnji mostu je ustavila odhod prebivalstva z otoka Öland. Predvsem v sedemdesetih letih prejšnjega stoletja so okoli vzhodnega mostišča okoli Färjestadna, nekdanjega trajektnega pristanišča na otoku, zgradili številne nove hiše in turistično infrastrukturo, kot sta Öland Djur in Nöjespark.
Pod cesto je bil položen tudi cevovod za pitno vodo, ki je zagotavljal vitalno oskrbo otoka, ki je bil zaradi pomanjkanja padavin kronično suh.
Ölandski most je bil odprt 30. septembra 1972. Med govorniki na slovesnosti, ki je potekala na otoški strani mostu, je bil tudi prestolonaslednik Carl Gustaf. 
Gradnja mostu je stala 86,3 milijonov švedskih kron. Gradnja je trajala 4,5 leta. Most je bil pripravljen tudi za prevoz sladke vode s celine na Öland. Projekt mostu je prejel veliko podporo, vendar so bili tudi protesti. Glavni ugovor je bil, da bi most ogrozil okolje in morda povzročil velik pritok turistov na Öland in njegovo ranljivo in dragoceno naravo.

### Od odprtja
Ölandsbron je bil od svoje otvoritve deležen številnih popravil in prenov. Med načrtovanjem in gradnjo mostu je bila agresivnost okolja podcenjena. Takrat Kalmarski preliv ni bil uvrščena med morska okolja. To je pomenilo, da so bili možni nižja vsebnost cementa, manjša plast betona in višje razmerje voda-cement, kot je dovoljeno danes. To je povzročilo nižjo trdnost betona. Poleg tega je bilo med gradnjo mostu za nekatere komponente dovoljeno mešanje betona z brakično vodo iz Kalmarskega preliva, kar je povzročilo korozijo armature. Obremenitev mostu zaradi morja in vetra ter nenehna obraba, ki jo povzroča povprečno 18.600 vozil, ki dnevno prečkajo most, so nadaljnji razlogi, zakaj se most redno obnavlja. Med letoma 1972 in 2017 je bil most vzdrževan in izboljševan, kar je stalo približno 1,1 milijarde SEK (takrat približno 114 milijonov EUR) na podlagi cen iz leta 2010. To pomeni stroške vzdrževanja v višini približno 300 SEK na kvadratni meter na leto. Ti stroški so v običajnih mejah za mostove velikosti in kompleksnosti mostu Öland.
Leta 2005 je Švedska uprava za javne ceste (Vägverket) izvedla študijo, v kateri je ugotovila, da naj bi most zdržal še 70 let, do leta 2075.
Leta 2013 je bila razsvetljava na mostu zamenjana z energetsko varčnimi LED-sijalkami, hkrati pa je bila uvedena tehnologija, ki prilagaja osvetlitev glede na intenzivnost prometa.
Švedska uprava za promet (Trafikverket) načrtuje nadaljnja vzdrževanja mostu med letoma 2024 in 2027. Popravili bodo površinske plasti na glavnih nosilcih, prečnih nosilcih in cestišču ter zamenjali tesnilne profile prehodnih konstrukcij.